# Подосье (Брестская область)
Подосье (бел. Падоссе) — деревня в Берёзовском районе Брестской области Белоруссии. Входит в состав Берёзовского сельсовета.

## География
Деревня находится в центральной части Брестской области, при автодороге Н-77, на расстоянии приблизительно 5 километров (по прямой) к юго-юго-западу от города Берёза, административного центра района. Абсолютная высота — 151 метр над уровнем моря. Площадь населённого пункта — 0,8607 км².

## История
По состоянию на 1905 год, в Подосье проживало 600 человек. В административном отношении деревня входила в состав Ревятичской волости Пружанского уезда Гродненской губернии.
Согласно Рижскому мирному договору (1921), деревня вошла в состав межвоенной Польши. Входила в состав гмины Ревятичи Пружанского повета Полесского воеводства Польши. В 1921 году числилось 358 жителей, проживавших в 94 домах. В этническом составе населения того периода поляки составляли 100 %. В конфессиональном составе населения преобладали католики (51 %) и православные христиане (48 %).
С 1939 года в БССР, с 1940 года деревня в составе Углянского сельсовета.

## Население
По данным переписи 2019 года, в деревне проживало 111 человек.
| Год  | Население, человек |
| ---- | ------------------ |
| 1905 | 600                |
| 1921 | ↘ 358              |
| 2009 | ↘ 135              |
| 2019 | ↘ 111              |